# Asterocampa
Genre
Asterocampa est un genre de lépidoptères de la sous-famille des Apaturinae (famille des Nymphalidae).

## Répartition
Les espèces du genre Asterocampa se rencontrent en Amérique du Nord.

## Liste des espèces
Selon GBIF (16 avril 2024.) :
- Asterocampa alicia Edwards ;
- Asterocampa argus (Bates, 1864) ;
- Asterocampa celtis (Boisduval & Le Conte, 1833) ;
- Asterocampa clyton (Boisduval & Le Conte, 1833) ;
- Asterocampa cocles (Lintner, 1884) ;
- Asterocampa idyja (Geyer, 1828) ;
- Asterocampa leilia (Edwards, 1874) ;
- Asterocampa speciosissima (Kaye, 1918).

### Groupeceltis, les «True Hackberry Butterflies»
- - Asterocampa celtis celtis ;
  - Asterocampa celtis alicia (Edwards, 1868) ;
  - Asterocampa celtis antonia (Edwards, 1877) ;
  - Asterocampa celtis reinthali Friedlander, 1987 ;
- Asterocampa leilia (Edwards, 1874) ; présent en Arizona et au Texas.

### Groupeclyton, les «American Emperor Butterflies»
- - Asterocampa clyton clyton ;
  - Asterocampa clyton flora (Edwards, 1876) ;
  - Asterocampa clyton louisa Stallings & Turner, 1947 ;
  - Asterocampa clyton texana (Skinner, 1911) ;
- Asterocampa idyja (Geyer, [1828]) ;
  - Asterocampa idyja idyja ;
  - Asterocampa idyja argus (Bates, 1864).

## Classification
Le nom valide complet (avec auteur) de ce taxon est Asterocampa Röber, 1916.
Asterocampa a pour synonyme :
- Celtiphaga Barnes & Lindsey, 1922.